# Top Seed Open 2020
Top Seed Open 2020 - жіночий професійний тенісний турнір, що проходив на відкритих кортах з твердим покриттям Top Seed Tennis Club у Ніколасвіллі, поблизу Лексінгтона (США). Належав до категорії International у рамках Туру WTA 2020.
Проведення турніру оголошено на початку липня 2020 року як один із двох турнірів (поруч з Prague Open 2020) замість Відкритого чемпіонату Вашингтона, чиї організатори відмовились проводити турнір WTA цього року (скасовано пізніше того місяця, причиною названо пандемію Ковід-19).

## Призові очки і гроші

### Розподіл очок
| Дисципліна       | П   | Ф   | ПФ  | ЧФ | 1/8 | 1/16 | Q   | Q2  | Q1  |
| Одиночний розряд | 280 | 180 | 110 | 60 | 30  | 1    | 18  | 12  | 1   |
| Парний розряд    | 280 | 180 | 110 | 60 | 1   | Н/Д  | Н/Д | Н/Д | Н/Д |

### Розподіл призових грошей
| Дисципліна       | П       | Ф       | ПФ     | ЧФ     | 1/8    | 1/16   | Q2     | Q1     |
| Одиночний розряд | $25,000 | $14,000 | $8,700 | $5,000 | $3,150 | $2,300 | $1,685 | $1,100 |
| Парний розряд*   | $9,000  | $5,040  | $3,230 | $1,980 | $1,520 | Н/Д    | Н/Д    | Н/Д    |

*на пару

## Учасниці основної сітки в одиночному розряді

### Сіяні
| Країна          | Гравчиня         | Рейтинг1 | Сіяна |
| --------------- | ---------------- | -------- | ----- |
| США             | Серена Вільямс   | 9        | 1     |
| Білорусь        | Арина Соболенко  | 11       | 2     |
| Велика Британія | Джоанна Конта    | 14       | 3     |
| США             | Аманда Анісімова | 28       | 4     |
| Казахстан       | Юлія Путінцева   | 33       | 5     |
| Польща          | Магда Лінетт     | 36       | 6     |
| США             | Слоун Стівенс    | 37       | 7     |
| Туніс           | Унс Джабір       | 39       | 8     |

- Рейтинг подано станом на 6 липня 2020

### Інші учасниці
Нижче наведено учасниць, які отримали вайлдкард на участь в основній сітці:
- Кейті Макнеллі
- Шелбі Роджерс
- Віра Звонарьова

Нижче наведено гравчинь, які пробились в основну сітку через стадію кваліфікації:
- Крісті Ан
- Каролін Доулгайд
- Лейла Енні Фернандес
- Ольга Говорцова
- Анна Калинська
- Бетані Маттек-Сендс

Як щасливий лузер в основну сітку потрапили такі гравчині:
- Франсеска Ді Лорензо

### Знялись з турніру
До початку турніру
- Заріна Діяс → її замінила  Місакі Дой
- Гарбінє Мугуруса → її замінила  Вінус Вільямс
- Аманда Анісімова → її замінила  Франсеска Ді Лорензо

## Учасниці основної сітки в парному розряді

### Сіяні
| Країна | Гравчиня         | Країна   | Гравчиня        | Рейтинг1 | Сіяна |
| ------ | ---------------- | -------- | --------------- | -------- | ----- |
| Чилі   | Алекса Гуарачі   | США      | Дезіре Кравчик  | 76       | 1     |
| США    | Дженніфер Брейді | Білорусь | Арина Соболенко | 77       | 2     |
| США    | Корі Гофф        | США      | Кейті Макнеллі  | 89       | 3     |
| США    | Гейлі Картер     | Бразилія | Луїза Стефані   | 90       | 4     |

- 1 Рейтинг подано станом на 27 липня 2020

### Інші учасниці
Нижче наведено пари, які отримали вайлдкард на участь в основній сітці:
- Бетані Маттек-Сендс /  Слоун Стівенс
- Gabriela Talabă /  Кейтлін Горіскі

## Переможниці

### Одиночний розряд
- Дженніфер Брейді —  Джил Тайхманн, 6–3, 6–4

### Парний розряд
- Гейлі Картер /  Луїза Стефані —  Марія Бузкова /  Джил Тайхманн, 6–1, 7–5